# نهر بولشوي إيك
نهر بولشوي إيك ((بالروسية: Большой Ик)‏، حرفيا ايك الكبرى؛ (بالباشقيرية: Оло Ыйыҡ)‏ ، Olo Iyıq ) هو أحد روافد نهر ساكمارا، الذي يتدفق جنوبًا من الطرف الجنوبي لجبال الأورال في باشكورتوستان وأورنبرغ أوبلاست، روسيا .
عمومًا، يغذي ذوبان الجليد النهر. 